# COLORS -single collection vol.1-
『COLORS -single collection vol.1-』（カラーズ・シングルコレクション・ヴォリューム・ワン）は、shelaのベストアルバム。2005年7月6日にavex traxよりリリース。

## 解説
ベストアルバム『FLORAL -single collection vol.2-』と同時リリースされた。
本作では「色」をコンセプトにした初期のシングル曲および1枚目のアルバム『COLORLESS』の楽曲が収録されている。またshelaが所属していた音楽ユニット・sunny-side upの「Happy Birthday」も収録されている。
ビデオ・クリップ収録のDVD付きでリリースされた。

## 収録曲

### Disc1
1. 〜an epilogue〜「White Destiny」
2. 〜a prelude〜「Love Again」
3. 〜an overture〜「friends」
4. Happy Birthday
5. 19RED
6. sepia
7. Dear my friends
8. feel
9. Fly away
10. flower fallin'…
11. eternity
12. Wish
13. クリスマス・イブ (シークレットトラック)

### Disc2
DVD
1. White Destiny
2. Love Again 〜永遠の世界〜
3. friends
4. feel
5. sepia